# Пилион
Пилион (греч. Πήλιο) — горы на юго-востоке Фессалии, между озером Бебеида, заливом Пагаситикос Эгейского моря и Эгейским морем. Высочайшая вершина — Пурианос-Ставрос (Πουριανός Σταυρός) высотой 1610 м над уровнем моря. Другие вершины — Котрони (Κοτρώνι, 1551 м), Мегало-Исома (Μεγάλο Ίσωμα, 1410 м), Агриолефкес (Αγριόλευκες, 1471 м), Аидонаки (Αηδονάκι, 1529 м), Схидзорули (Σχιτζουραύλι, 1451 м).
В древности гора была известна как Пелион (греч. Πήλιον). Упоминается Гомером и Полибием. Области у Пелиона занимали магнеты. Высоту горы измерял в древности Дикеарх, ученик Аристотеля. По данным Дикеарха, она равнялась 1250 шагов.
На этой горе и в её окрестностях разворачиваются многие события греческих мифов:
- на горе обитают кентавры, в том числе мудрый Хирон. Полипет во время битвы лапифов с кентаврами прогнал кентавров с Пелиона[9].
- к югу от горы легендарный Иолк, центр мифов о Ясоне, Пелии, Пелее (там справлялась их божественная свадьба с Фетидой).
- здесь жила красавица Кирена, пока влюбившийся Аполлон не увёз её с Пелиона на золотой колеснице, запряжённой лебедями в Ливию[10][11] (вариант: похитил, когда она охотилась на горе).